# Зерникав Адам

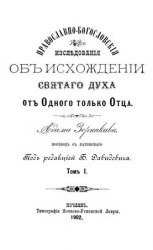

Адам Зерникав, Адам Чернігівський (нім. Adam Zernikaw, лат. Adamo Zoernikav, рос. Адам Черниговский, *21 вересня 1652, м. Кенігсберг — †1693 чи 1694 р.) — український культурний діяч, письменник, учений.

## Життєпис
Походить з німецької родини золотарів у м. Кенігсбергу (Крулевець). Здобув інженерну освіту, в Крулевецькій академії слухав курс філософії та богослів'я; при тому вчився в Єнському університеті. Володів кількома європейськими мовами, знав римське право.
В часі навчання зацікавився православ'ям, вирішив йому присвятити життя. Такий вплив на нього справила праця ієромонаха (в подальшому — Александрійського Патріарха) Митрофана Крітопулоса «Сповідання Східної кафолічної апостольської церкви» (грец. Ὁμολογία τῆς ̓Ανατολικῆς ̓Εκκλησίας τῆς καθολικῆς καὶ ἀποστολικῆς), виданої 1661 року на латинській мові «лат. Confessio catholicae et apostolicae in Oriente Ecclesiae».
Поглиблюючи свої релігійні знання, працював у бібліотеках Англії — Оксфорд, Франції — Париж та Італії — Рим, вивчав історію Вселенських Соборів та діяння святих отців.
1680 року прибув до Чернігова, де перейшов з лютеранства в православ'я; для цього обряд відправляв Лазар Баранович.
З 1681 р. проживав в Батурині при дворі гетьмана Івана Самойловича.
Будучи військовим інженером, брав участь у спорудженні оборонних об'єктів в Чернігові та Батурині. При перебуванні в Чернігові став іменувати себе Зерникавом (Zernikaw).
1683 року вирішує покінчити стосунки зі світським життям та постригається в монахи.
Написав 19 трактатів латинською мовою з питань теології, також автобіографії.
Його найвідомішим твором є «Про походження Святого Духа від Святого Отця» (лат. De processione Spiritus Sancti a suo Patre; Tractatus Theologici Orthodoxi De Processione Spiritus Sancti A Solo Patre. Elaborati Auctore Adamo Zoernikav, Baturini In Parva Russia. Anno MDCLXXXII. Pars Prima) — написаний 1682 року для Інокентія Гізеля; виданий 1774 р. у Кенігсберзі київським митрополитом Самуїлом Миславським. Твір був перекладений і виданий 1797 року грецькою мовою у Петербурзі (архієпископ Словенський Євгеній Булгаріс). Рукопис зберігався в Києво-Могилянській академії, де його читав Феофан Прокопович та використав його при написанні свого твору на цю тему («Історія про почаття та походження суперечностей між греками та римлянами про походження Святого Духа», виданий в Москві, 1773 р.).
Помер в одному з монастирів (можливо у Батурині).
Після переїзду Ф. Прокоповича в Санкт-Петербург він 1716 року добився двох указів Петра I щодо надіслання оригіналу твору Зерникава в Сенат; однак це не було виконано.
Трактат Зерникава переписувався, списки його були в бібліотеках багатьох духовних шкіл.
1902 року вийшов трактат Зерникава друком, перекладений на російську мову — переклад XVIII сторіччя києво-печерського ієромонаха Ієроніма Копцевича.